# Lummen
Lummen est une commune néerlandophone de Belgique située en Région flamande dans la province de Limbourg.
Lummen est connue pour son échangeur autoroutier reliant les autoroutes E 313 et E 314.

## Toponymie
Il est probable que le nom provienne du latin Lumen qui signifie Lumière.[réf. nécessaire]
Le village a aussi été connu sous le nom de Lumey et Lumain.

## Héraldique
|  | La commune possède des armoiries qui lui ont été octroyées le 27 juin 1907 et modifiées le 10 mars 1987. Les premières armoiries étaient divisées en quartiers et montraient au premier et au quatrième quartier les armoiries des comtes d'Arenberg et aux deuxième et troisième quartiers les armoiries des comtes de La Marck. Au début du XVe siècle, Guillaume de La Marck acquit le domaine de Lummen. Les comtes d'Arenberg ont acquis le domaine par mariage au XVIIIe siècle et sont restés en possession de Lummen jusqu'en 1793. Les sceaux les plus anciens du conseil datent de 1447 et 1451 et tous deux montrent un écu avec les armes des comtes de la Marque. Après la fusion de 1977, les armoiries ont été changées. Le troisième quartier a été remplacé par les anciennes armoiries de Meldert. Comme Linkhout utilisait également les armoiries d'Aremberg, aucun changement supplémentaire n'était nécessaire. Blasonnement : Parti en 1. et 4. De gueules à trois feuilles à cinq d'or percées dans le champ En 2. D'or à une barre transversale de trois rangées d'argent et d'une gueules avec un lion émergent de gueules, griffus et teintés de d'azur. En 3. D'argent, deux loups de sable supperposés, le supérieur à l'arrière et l'inférieur à l'avant un arbre sculpté de sinople. (Traduction libre) - Délibération communale : 30 janvier 1979 - Arrêté de l'exécutif de la communauté : 3 décembre 1987 Source du blasonnement : Heraldy of the World. |

## Géographie
Lummen se situe dans la région de la Campine. Son sous-sol est donc sablonneux.

## Sections de la commune
| # | Section  | Superf. (km²) | Habitants (2020) | Habitants par km² | Code INS |
| - | -------- | ------------- | ---------------- | ----------------- | -------- |
| 1 | Lummen   | 38,18         | 10.353           | 271               | 71037A   |
| 2 | Linkhout | 5,75          | 2.060            | 358               | 71037B   |
| 3 | Meldert  | 9,77          | 2.556            | 262               | 71037C   |

### Localités
Geneiken, Genenbos, Gestel, Goeslaar, Groenlaren, Laren, Mellaar, Molem, Oostereinde, Rekhoven, Schalbroek et Tiewinkel.

## Démographie

### Évolution démographique: Avant la fusion des communes
- Sources:INS, www.limburg.be et Commune de Lummen

### Évolution démographique de la commune fusionnée
En tenant compte des anciennes communes entraînées dans la fusion de communes de 1977, on peut dresser l'évolution suivante :
- Source : DGS - Remarque: 1831 jusqu'à 1981=recensement; depuis 1990=nombre d'habitants chaque 1er janvier[4]

## Curiosités
- Le chêne millénaire (qui n’est bien sûr pas aussi vieux).
- Le lac de Schulens qui est le plus grand lac intérieur de Flandres.
- Le château Van Loye, XVe siècle, propriété privée
- Le château Hamel, XVIIIe siècle, avec une ferme.
- Le château De Burg, XVe siècle, appartenant à la famille de Lumey.
- Le château Sint-Paul, connu également en tant que restaurant.

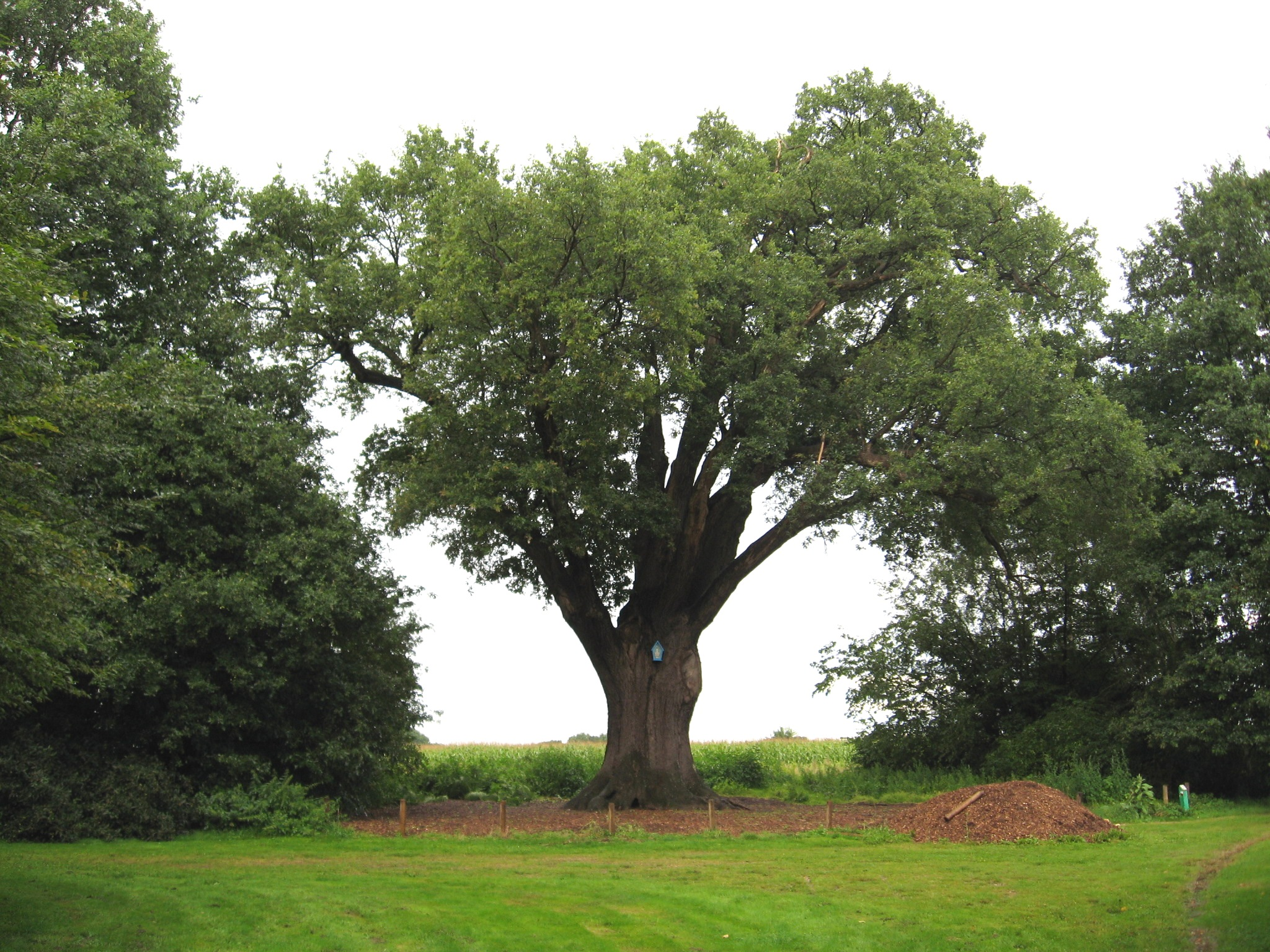
Chêne millénaire

## Personnalités liées
- Guillaume II de La Marck (1542 - 1578) : amiral des gueux de mer lors de la guerre de Quatre-Vingts Ans qui donna naissance aux Provinces-Unies.
- Henry Briers de Lumey (1869-1946), bourgmestre de Lummen de 1903 à 1945 et écrivain d’expression française connu sous le nom de plume de Georges Virrès
- Annemie Coenen, danseuse
- Eric Vanderaerden, ancien coureur cycliste belge
- Marc Wauters, ancien coureur cycliste belge, dans le hameau de Genenbos
- Veerle Verheyen, présentatrice TV Limburg
- Stefan Everts, 10 fois champion du monde de motocross dans le hameau de Genenbos
- Luc Wouters, bourgmestre de la ville et arbitre international de football et en Jupiler Pro League.